# Трессан

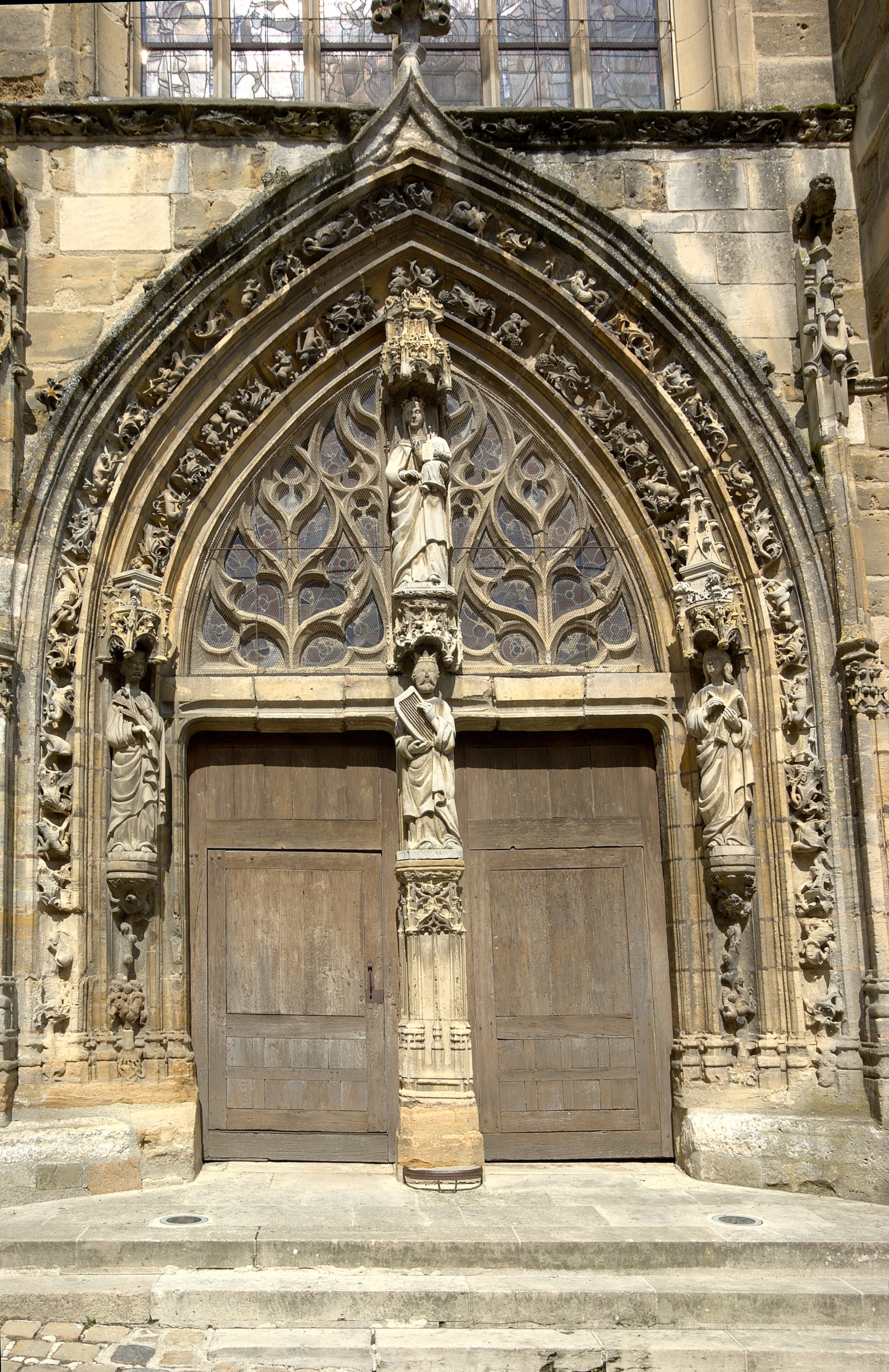
Врата храма св. Трессана в Авне

Трессан (умер в 550 году) — священник из Марей-сюр-Аиа. День памяти — 7 февраля.
Святой Трессан (en:Tressan), или Трезэн (Trésain) был одним из пяти или шести братьев, и трёх сестёр, которые отправились из Ирландии на проповедь во Францию, чтобы благовествовать во славу Божию в епархии Реймса. Их имена св. Гибриан (Gibrien, память 8 мая), св. Элан (Helan), Герман, Абран, который, быть может, совпадает с Гибрианом, Петран (Petran), а также Франка, Промптия (Promptia) и Поссенна (Possenna). Эти имена варьируются.

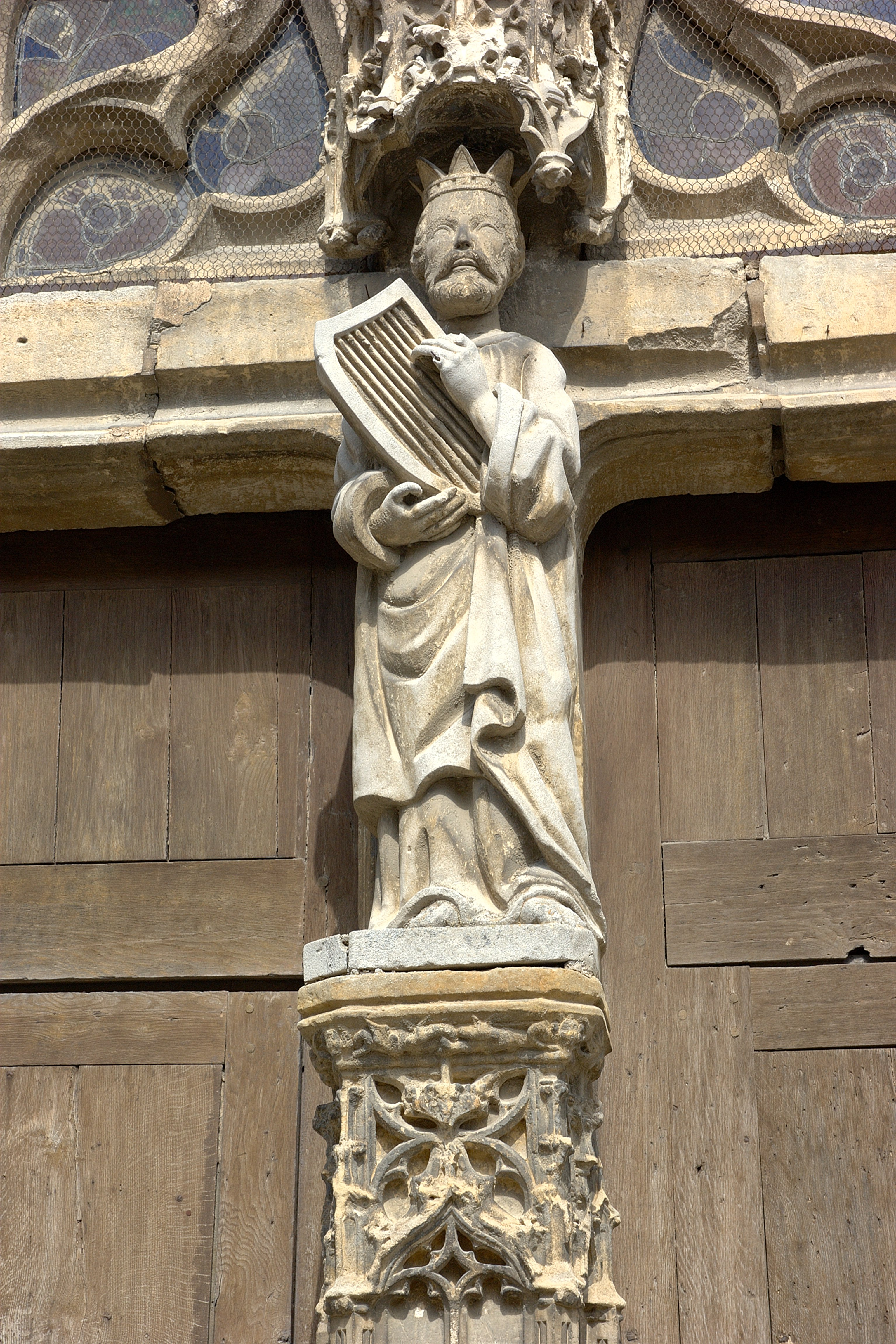
Царь Давид на вратах храма св. Трессана в Авне

Святой Трессан работал там в качестве свинопаса, но он был рукоположён во священника св. Ремигием (память 1 октября), который определил места, где братьям и сестрам причитается распространять веру. Tressan стал священником в Марей-сюр-Аи (Mareuil-sur-Aÿ) и покровителем Авнэ (Avenay) в Шампани. Его почитание было велико в окрестностях Реймса.